# 927년

## 연호
- 후당(後唐) 천성(天成) 2년
- 요(遼) 천현(天顯) 2년
- 후백제(後百濟) 정개(政開) 28년
- 고려(高麗) 천수(天授) 10년
- 일본(日本) 엔초(延長) 5년
- 남한(南漢) 백룡(白龍) 3년
- 양오(楊吳) 순의(順義) 7년 / 건정(乾貞) 원년
- 오월(吳越) 보정(寶正) 2년

## 기년
- 후당(後唐) 명종(明宗) 2년
- 요(遼) 응천태후(應天太后) 2년 / 태종(太宗) 원년
- 신라(新羅) 경애왕(景哀王) 4년 / 경순왕(敬順王) 원년
- 고려(高麗) 태조(太祖) 10년
- 후백제(後百濟) 견훤(甄萱) 정개 36년

## 사건
- 8월 15일 - 사라센이 타란토를 정복하여 파괴하다.
- 후백제가 신라를 침입해 경애왕을 죽이고, 경순왕을 왕으로 내세운다.
- 강주에서 왕봉규가 왕건에게 투항함.
- 공산 전투
- 신숭겸, 전이갑, 전의갑, 김락, 김언 전사
- 발해, 대광현 왕건에게 투항함.

## 탄생
- 고려(高麗)의 문신(文臣) 최승로(崔承老)

## 사망
- 신라(新羅) 제55대 국왕(國王) 경애왕(景哀王)
- 신라(新羅)의 문신(文臣) 연식(連式)
- 고려(高麗)의 무신(武臣) 신숭겸(申崇謙)
- 고려(高麗)의 무신(武臣) 김낙(金樂)
- 고려(高麗)의 무신(武臣) 전이갑(全以甲)
- 고려(高麗)의 무신(武臣) 전의갑(全義甲)
- 고려(高麗)의 무신(武臣) 김언(金言)
- 고려(高麗)의 무신(武臣) 신방(神昉)